# Flintshire (cheval)
Flintshire, est un cheval de course pur-sang anglais, né en 2010. Appartenant à l'écurie de Khalid Abdullah, il est entraîné en France puis aux États-Unis, remporte cinq groupe 1 sur trois continents et termine deux fois deuxième du Prix de l'Arc de Triomphe.

## Carrière de courses

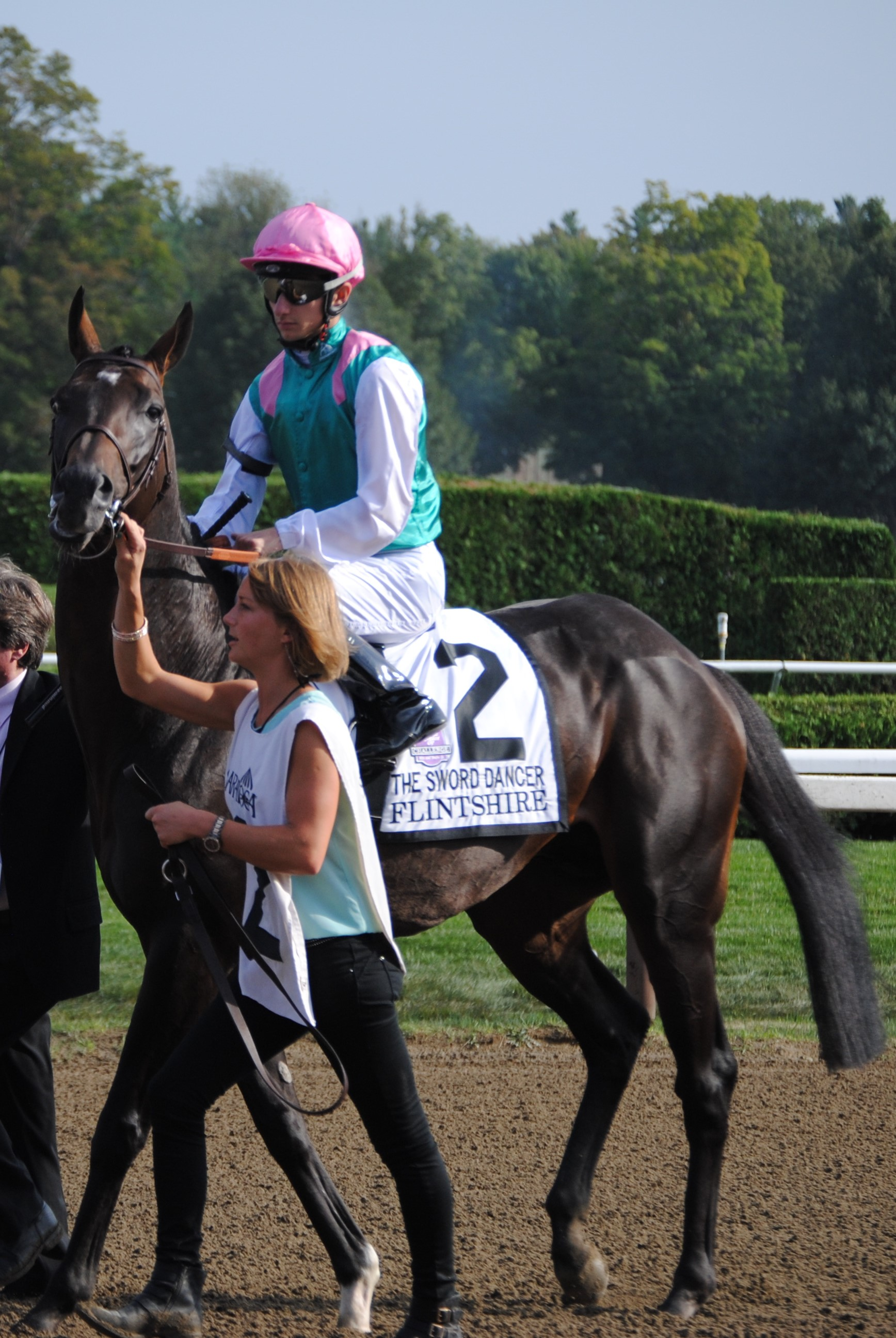
Flintshire au départ des Sword Dancer Stakes 2015

Poulain de grande naissance, estampillé Juddmonte Farms, Flintshire est envoyé à Chantilly aux bons soins d'André Fabre et débute au mois de mai de ses 3 ans, trop tardivement pour viser le Prix du Jockey Club. Mais suffisant pour prétendre, après une victoire dans le Prix du Lys, au Grand Prix de Paris. Favori de la course, il s'y impose nettement et laisse entrevoir le meilleur pour l'arrière-saison, d'autant que sa tenue n'est plus à prouver. Très attendu dans le Prix Niel, une préparatoire au Prix de l'Arc de Triomphe, il s'y montre pourtant décevant, refroidissant les ardeurs dans la grande course de l'épreuve. De fait, manquant de maturité, il ne peut jouer que les utilités dans l'Arc, tandis que Trêve se couvre de gloire. 
À 4 ans, Flintshire réalise une saison paradoxale : une victoire en six sorties, mais quatre accessits d'honneur au plus haut niveau. Depuis la Coronation Cup d'abord, derrière le champion Cirrus des Aigles, jusqu'à la Breeders' Cup Turf derrière l'Américain Main Sequence. La victoire arrive en toute fin d'année, lorsqu'il fait le voyage jusqu'à Hong Kong pour rafler le Hong Kong Vase. Composer un programme pour Flintshire relève de la gageure, car le cheval a une véritable aversion pour le terrain souple, ce qui le prédispose aux grands voyages d'arrière-saison jusqu'à ces pays où les terrains restent au sec. Mais le ciel est avec lui dans le Prix de l'Arc de Triomphe, où il est un beau dauphin d'une Trêve qui réalise le doublé.

La saison 2015 ressemble à la précédente : des accessits qui en font l'un des meilleurs chevaux du monde, mais une seule victoire. Et tout cela en terrain léger. Dans le Dubaï Sheema Classic, il s'incline face à l'Aga Khan Dolniya, elle aussi grande voyageuse. Seulement troisième, sur quatre, d'une petite édition de la Coronation Cup, il concède une troisième défaite face à Trêve dans le Grand Prix de Saint-Cloud, mais la devance dans le Prix de l'Arc de Triomphe, disputé encore sur un terrain à sa convenance, ne trouvant que Golden Horn sur le chemin de la gloire. Il perd aussi son titre dans le Hong Kong Vase, vaincu par un autre globe trotter de grande classe, Highland Reel. Entretemps, il a remporté son seul trophée de la saison (sous la selle de Vincent Cheminaud, qui a remplacé son jockey habituel Maxime Guyon) aux États-Unis dans les Sword Dancer Stakes, un groupe 1 disputé à Saratoga.  

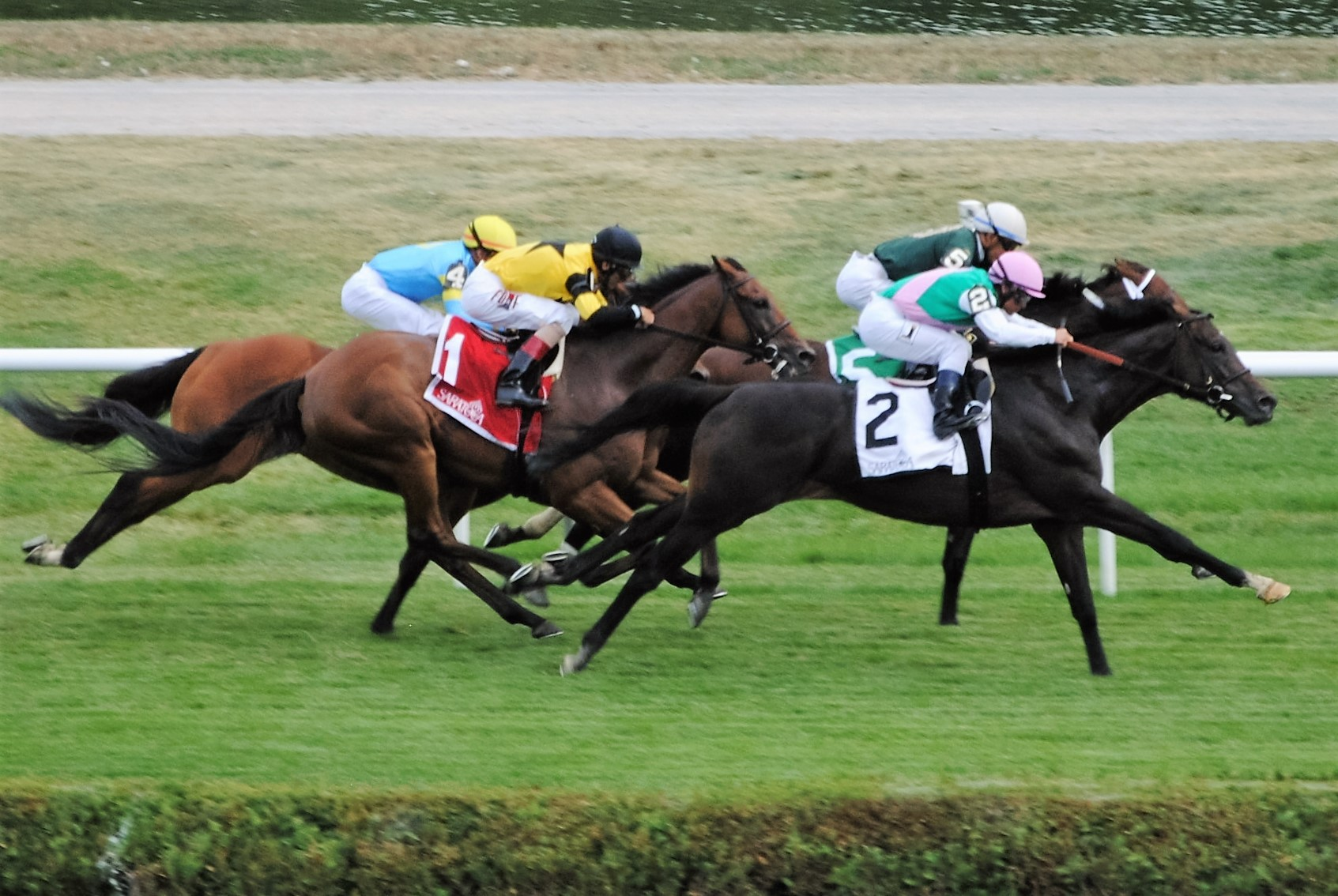
Flintshire dans les Bowling Green Stakes (2016)

Flintshire est à l'aise sur les billards américains, et Juddmonte Farms décide de lui faire passer sa quatrième et dernière saison sur le circuit américain du gazon. Confié à Chad Brown et au jockey Javier Castellano, il réalise un sans faute à l'été 2016 : trois courses, trois victoires, deux nouveaux groupe 1 dans la musette, le Manhattan Handicap et un nouveau succès dans les Sword Dancer Stakes. Mais ce poulidor des grandes joutes internationales finit par retrouver sa place à l'automne : deuxième du Français Ectot dans les Joe Hirsch Turf Classic Stakes, il est devancé une nouvelle fois par Highland Reel dans la Breeders' Cup Turf. Flintshire, qui est alors l'un des chevaux les plus riches du monde, quitte ensuite la compétition, sa formidable saison lui valant le titre de cheval de l'année sur le gazon aux États-Unis.  

### Résumé de carrière
| Date         | Hippodrome   | Pays        | Course                         | Statut      | Distance    | Jockey        | Place       | Écart       | Vainqueur ou deuxième |
| 2013, 3 ans  | 2013, 3 ans  | 2013, 3 ans | 2013, 3 ans                    | 2013, 3 ans | 2013, 3 ans | 2013, 3 ans   | 2013, 3 ans | 2013, 3 ans | 2013, 3 ans           |
| ------------ | ------------ | ----------- | ------------------------------ | ----------- | ----------- | ------------- | ----------- | ----------- | --------------------- |
| 7 mai        | Chantilly    | France      | Prix de Boasne                 | Inédits     | 2 000 m     | M. Guyon      | 1er / 8     | 2 ½         | Temps Libre           |
| 1er juin     | Longchamp    | France      | Prix de Lormoy                 | Conditions  | 2 100 m     | M. Guyon      | 2e / 6      | 1           | Silver Trail          |
| 16 juin      | Chantilly    | France      | Prix du Lys                    | Gr. 3       | 2 400 m     | M. Guyon      | 1er / 9     | 3           | Park Reel             |
| 13 juillet   | Longchamp    | France      | Grand Prix de Paris            | Gr. 1       | 2 400 m     | M. Guyon      | 1er / 8     | 1 ½         | Mandawi               |
| 15 septembre | Longchamp    | France      | Prix Niel                      | Gr. 2       | 2 400 m     | M. Guyon      | 4e / 10     | 1 ¾         | Kizuna                |
| 6 octobre    | Longchamp    | France      | Prix de l'Arc de Triomphe      | Gr. 1       | 2 400 m     | M. Guyon      | 8e / 17     | 12          | Trêve                 |
| 2014, 4 ans  |              |             |                                |             |             |               |             |             |                       |
| 7 juin       | Epsom        | Royaume-Uni | Coronation Cup                 | Gr. 1       | 2 400 m     | M. Guyon      | 2e / 7      | 2           | Cirrus des Aigles     |
| 29 juin      | Saint-Cloud  | France      | Grand Prix de Saint-Cloud      | Gr. 1       | 2 400 m     | M. Guyon      | 4e / 7      | 3 ¼         | Noble Mission         |
| 14 septembre | Longchamp    | France      | Prix Foy                       | Gr. 2       | 2 400 m     | M. Guyon      | 2e / 6      | 1 ½         | Ruler of the World    |
| 5 octobre    | Longchamp    | France      | Prix de l'Arc de Triomphe      | Gr. 1       | 2 400 m     | M. Guyon      | 2e / 20     | 2           | Trêve                 |
| 1er novembre | Santa Anita  | États-Unis  | Breeders' Cup Turf             | Gr. 1       | 2 400 m     | M. Guyon      | 2e / 12     | 1/2         | Main Sequence         |
| 14 décembre  | Sha Tin      | Hong Kong   | Hong Kong Vase                 | Gr. 1       | 2 400 m     | M. Guyon      | 1er / 11    | 1/2         | Willie Cazals         |
| 2015, 5 ans  |              |             |                                |             |             |               |             |             |                       |
| 3 mars       | Chantilly    | France      | Prix Darshaan                  | Conditions  | 1 900 m     | M. Guyon      | 2e / 6      | cte enc.    | Dolniya               |
| 28 mars      | Meydan       | Dubaï       | Dubaï Sheema Classic           | Gr. 1       | 2 400 m     | M. Guyon      | 2e / 9      | 2 ¼         | Dolniya               |
| 6 juin       | Epsom        | Royaume-Uni | Coronation Cup                 | Gr. 1       | 2 400 m     | M. Guyon      | 3e / 4      | 1 ¾         | Pether's Moon         |
| 28 juin      | Saint-Cloud  | France      | Grand Prix de Saint-Cloud      | Gr. 1       | 2 400 m     | V. Cheminaud  | 2e / 9      | 1 ¼         | Trêve                 |
| 29 août      | Saratoga     | États-Unis  | Sword Dancer Stakes            | Gr. 1       | 2 400 m     | V. Cheminaud  | 1er / 8     | 2 ½         | Red Rifle             |
| 4 octobre    | Longchamp    | France      | Prix de l'Arc de Triomphe      | Gr. 1       | 2 400 m     | M. Guyon      | 2e / 17     | 2           | Golden Horn           |
| 13 décembre  | Sha Tin      | Hong Kong   | Hong Kong Vase                 | Gr. 1       | 2 400 m     | V. Cheminaud  | 2e / 13     | 1 ½         | Highland Reel         |
| 2016, 6 ans  |              |             |                                |             |             |               |             |             |                       |
| 11 juin      | Belmont Park | États-Unis  | Manhattan Stakes               | Gr. 1       | 2 000 m     | J. Castellano | 1er / 9     | 1 ¾         | Ironicus              |
| 30 juillet   | Saratoga     | États-Unis  | Bowling Green Stakes           | Gr. 2       | 2 200 m     | J. Castellano | 1er / 4     | 3/4         | Grant Tito            |
| 27 août      | Saratoga     | États-Unis  | Sword Dancer Stakes            | Gr. 1       | 2 400 m     | J. Castellano | 1er / 7     | 1 ¾         | Money Multiplier      |
| 1er octobre  | Belmont Park | États-Unis  | Joe Hirsch Turf Classic Stakes | Gr. 1       | 2 400 m     | J. Castellano | 2e / 4      | 5           | Ectot                 |
| 5 novembre   | Santa Anita  | États-Unis  | Breeders' Cup Turf             | Gr. 1       | 2 400 m     | J. Castellano | 2e / 12     | 1 ¾         | Highland Reel         |

## Au haras
Flintshire prend ses quartiers d'étalons en 2017 à Hill 'N Dale Farms, dans le Kentucky, au tarif de $ 20 000 la saillie. Malgré ses belles origines, il ne parvient pas à tirer son épingle du jeu auprès des éleveurs américains et voit son tarif divisé par deux avant d'être rapatrié en France pour faire la monte à 6 500 €. 

## Origines
Flintshire est un pur produit Juddmonte Farms. Fils de l'étalon maison Dansili, un miler de naissance royale (il est issu de Hasili, l'une des plus grandes poulinières de l'histoire) devenu l'un des meilleurs étalons européens, il est issu d'une famille maternelle fantastique d'où ressort la grandissime championne Enable. On peut la détailler à partir de la troisième mère, Bourbon Girl. 
- Bourbon Girl : 2e Oaks, Irish Oaks, 3e Yorkshire Oaks. Mère de : 
  - Daring Miss (Sadler's Wells) : Grand Prix de Chantilly, 2e Grand Prix de Saint-Cloud, Grand Prix de Deauville, Prix de Royallieu. Mère de :
    - Quickfire (Dubai Millennium) : 2e Musidora Stakes (Gr.3), Oak Tree Stakes (Gr.3).

  - Apogee (Shirley Heights) : Prix de Royaumont, Prix Fille de l'Air (Gr.3). Mère de : 
    - Dance Routine (Sadler's Wells), l'une des vedettes de sa génération, lauréate du Prix de Royallieu et du Prix de Royaumont et deuxième du Prix de Diane. Mère de : 
      - Dance Moves (Dansili) : 3e Prix Kergorlay
      - Across The Flor (Oasis Dream), mère de :
        - Acanella (Dansili) : Snow Fairy Fillies Stakes (Gr.3).

      - Flintshire

    - Apsis (Barathea) : Prix Thomas Bryon, Prix du Chemin de Fer du Nord (Gr.3).
    - Light Ballet (Sadler's Wells) : 3e Prix Minerve.
    - Concentric (Sadler's Wells) : 2e Prix de Flore. Mère de : 
      - Enable (Nathaniel) : Prix de l'Arc de Triomphe (x2), Breeders' Cup Turf, King George VI and Queen Elizabeth Diamond Stakes, Oaks, Irish Oaks, Yorkshire Oaks, Eclipse Stakes
      - Contribution (Champs Elysées) : 3e Prix de Pomone, Prix Allez France (Gr.3)
      - Entitle (Dansili) : 2e Musidora Stakes (Gr.3).

### Pedigree
| Origines de Flintshire (GB), mâle bai brun né en 2010 | Origines de Flintshire (GB), mâle bai brun né en 2010 | Origines de Flintshire (GB), mâle bai brun né en 2010 | Origines de Flintshire (GB), mâle bai brun né en 2010 |
| ----------------------------------------------------- | ----------------------------------------------------- | ----------------------------------------------------- | ----------------------------------------------------- |
| Père Dansili 1996                                     | Danehill 1986                                         | Danzig                                                | Northern Dancer                                       |
| Père Dansili 1996                                     | Danehill 1986                                         | Danzig                                                | Pas de Nom                                            |
| Père Dansili 1996                                     | Danehill 1986                                         | Razyana                                               | His Majesty                                           |
| Père Dansili 1996                                     | Danehill 1986                                         | Razyana                                               | Spring Adieu                                          |
| Père Dansili 1996                                     | Hasili 1991                                           | Kahyasi                                               | Ile de Bourbon                                        |
| Père Dansili 1996                                     | Hasili 1991                                           | Kahyasi                                               | Kadissya                                              |
| Père Dansili 1996                                     | Hasili 1991                                           | Kerali                                                | High Line                                             |
| Père Dansili 1996                                     | Hasili 1991                                           | Kerali                                                | Sookera                                               |
| Mère Dance Routine 1999                               | Sadler's Wells 1981                                   | Northern Dancer                                       | Nearctic                                              |
| Mère Dance Routine 1999                               | Sadler's Wells 1981                                   | Northern Dancer                                       | Natalma                                               |
| Mère Dance Routine 1999                               | Sadler's Wells 1981                                   | Fairy Bridge                                          | Bold Reason                                           |
| Mère Dance Routine 1999                               | Sadler's Wells 1981                                   | Fairy Bridge                                          | Special                                               |
| Mère Dance Routine 1999                               | Apogee 1990                                           | Shirley Heights                                       | Mill Reef                                             |
| Mère Dance Routine 1999                               | Apogee 1990                                           | Shirley Heights                                       | Hardiemma                                             |
| Mère Dance Routine 1999                               | Apogee 1990                                           | Bourbon Girl                                          | Ile de Bourbon                                        |
| Mère Dance Routine 1999                               | Apogee 1990                                           | Bourbon Girl                                          | Fleet Girl (famille 4-m)                              |